# Stratosphere Las Vegas
Stratosphere Las Vegas – hotel i kasyno w Las Vegas. 

## Hotel i kasyno
Wnętrze budowli jest typowe dla tego typu miejsc w Las Vegas: lobby, parter i pierwsze piętro zajmuje rozległe kasyno oraz szereg sklepów z pamiątkami oraz restauracji i barów. Pozostała część niższej sekcji zajmowana jest przez hotel, na dachu którego mieści się basen kąpielowy i strefa dla opalających się gości.

## Wieża
Najbardziej charakterystyczną cechą Stratosphere jest wieża o wysokości 350 m, najwyższa budowla w stanie Nevada i druga (po CN Tower w Toronto) najwyższa wieża obserwacyjna na zachodniej półkuli. Wieża została otwarta w 1996 roku. Rozciąga się z niej widok na całe Las Vegas - w pierwszym rzędzie na szereg słynnych kaplic, gdzie udziela się szybkich ślubów, w dalszym zaś na obie części rozrywkowe miasta: starą z Las Vegas Plaza i Freemont Street i nową z hotelami Luxor czy New York-New York - oraz na otaczające miasto pustynie i góry.

### Atrakcje wieży
Na szczycie wieży znajdują się następujące atrakcje: 
- Big Shot - platforma przymocowana do iglicy wynosząca pasażerów 64 m w górę z prędkością 72 km/h i przy przeciążeniu 4G. Osiąga wysokość 329m.
- Insanity - masywne, mechaniczne "ramię" z karuzelą umieszczone na 270 m. Rozciąga się na 20 m od krawędzi wieży. Karuzela kręci się półtorej minuty z prędkością maksymalną około 64 km/h, przy przeciążeniu 3G, maksymalnie 274 metry nad znajdującą się przy podstawie wieży ulicą.
- X-Scream - huśtająca się platforma z zamontowanym torem dla wagoniku jeżdżącego w przód i w tył i wysuwającym pasażerów 8 m od krawędzi wieży. Zamontowana 264 m nad ziemią.
- SkyJump Las Vegas - kontrolowany powolny spadek z wysokości 261 m, podobny do skoku na bungee. Osoba jest przymocowana uprzężą do trzech stalowych lin rozciągniętych w dół wieży. Otwarte 20 kwietnia 2010.

Powyższe atrakcje, w podanej kolejności, zajmują pierwsze cztery miejsca na świecie jeśli chodzi o wysokość względną atrakcji lunaparkowych. Niegdyś, zamiast X-Scream, znajdował się tam również miniaturowy rollercoaster, zwany High Roller (277 m nad ziemią). Został zamknięty 30 grudnia 2005.
- Kasyno
- Sklepy z pamiątkami
- Restauracja
- Taras widokowy

W 2005 roku doszło do dwóch incydentów z kolejką Insanity. Gdy była wysunięta poza budynek nagle przestała działać. Usterkę usunięto po półtorej godzinie.
Od otwarcia wieży pięć osób popełniło samobójstwo, skacząc z jej szczytu.

## Galeria

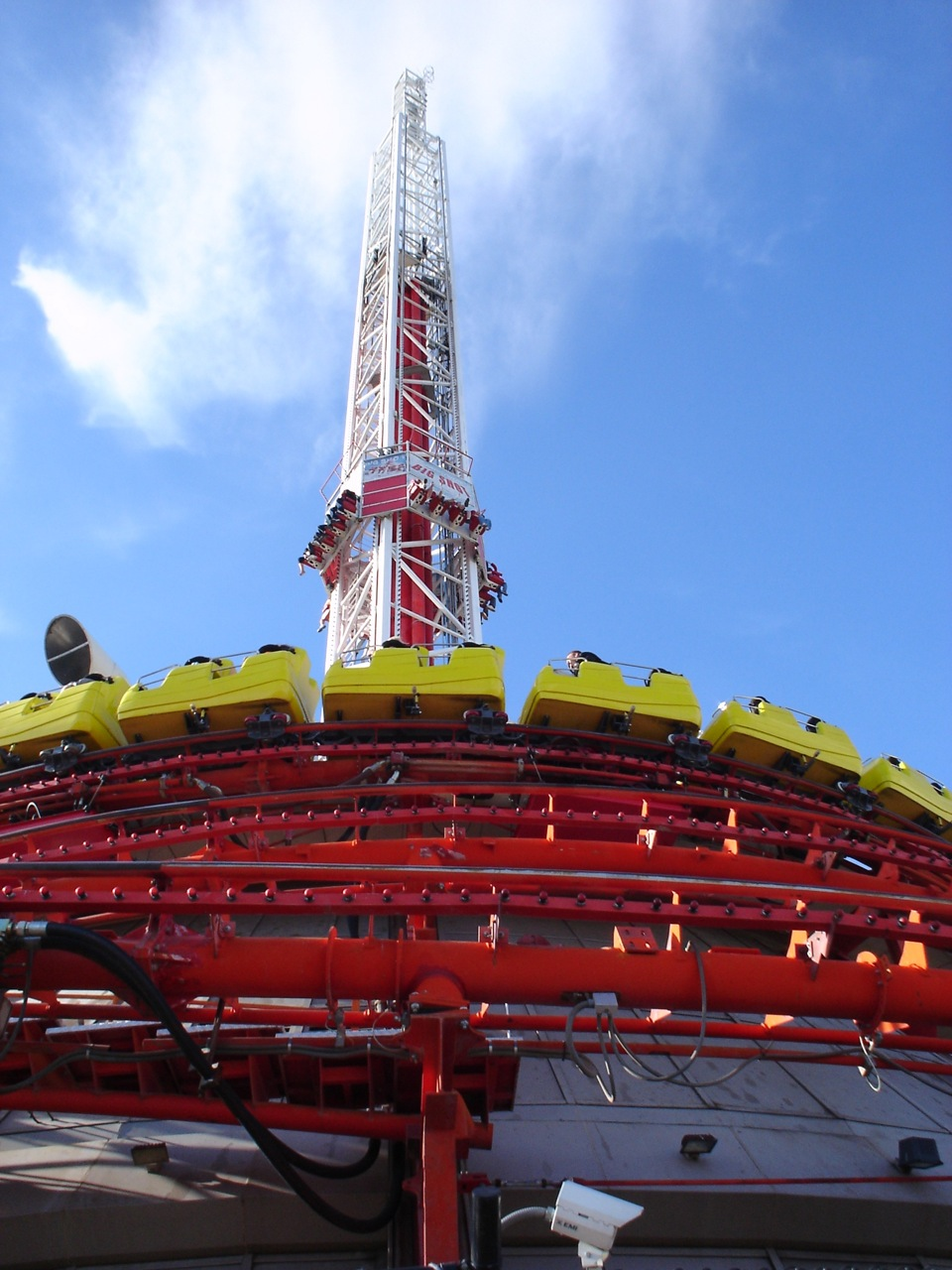
Platforma Big Shot i rollercoaster
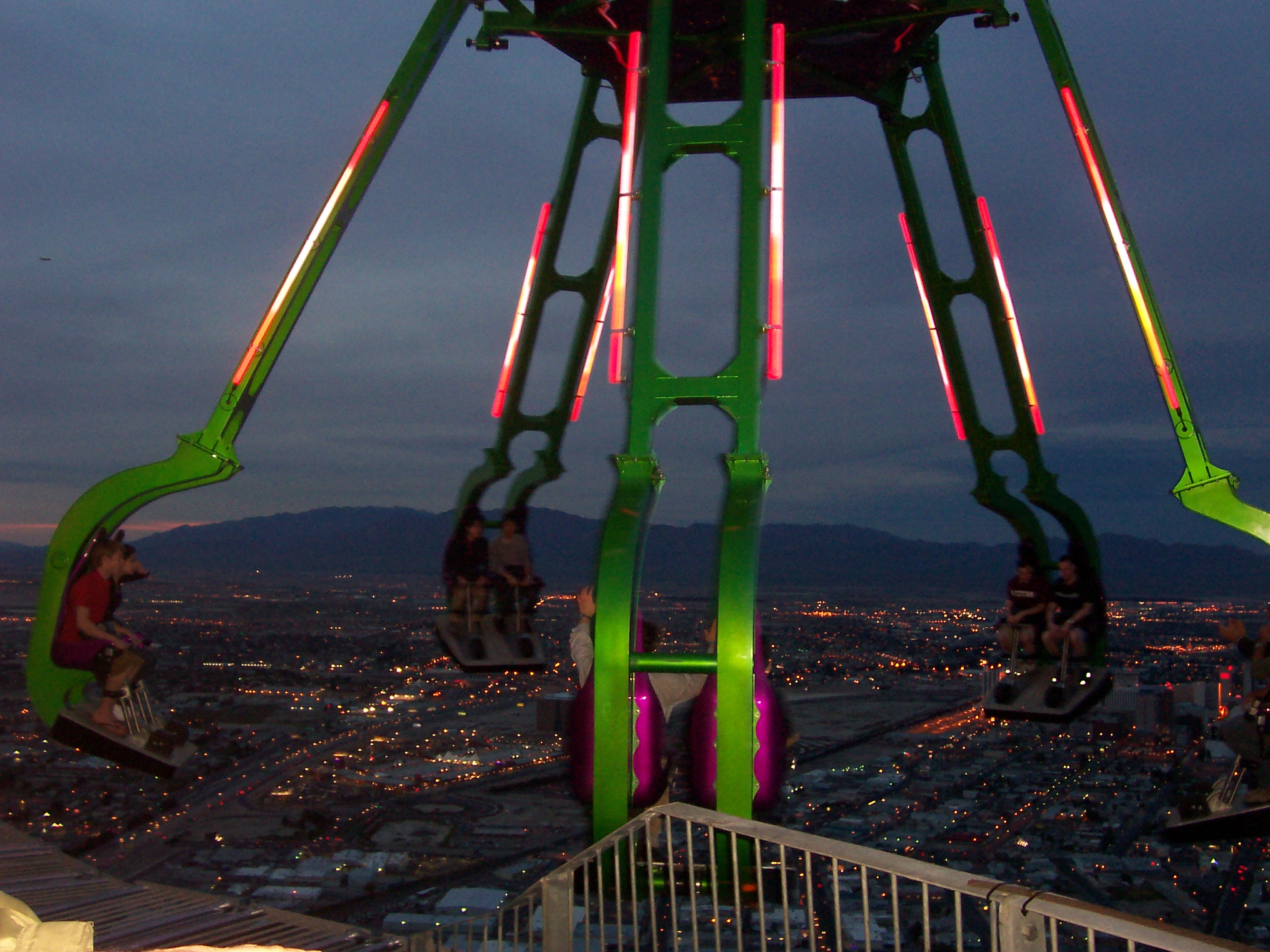
Karuzela Insanity
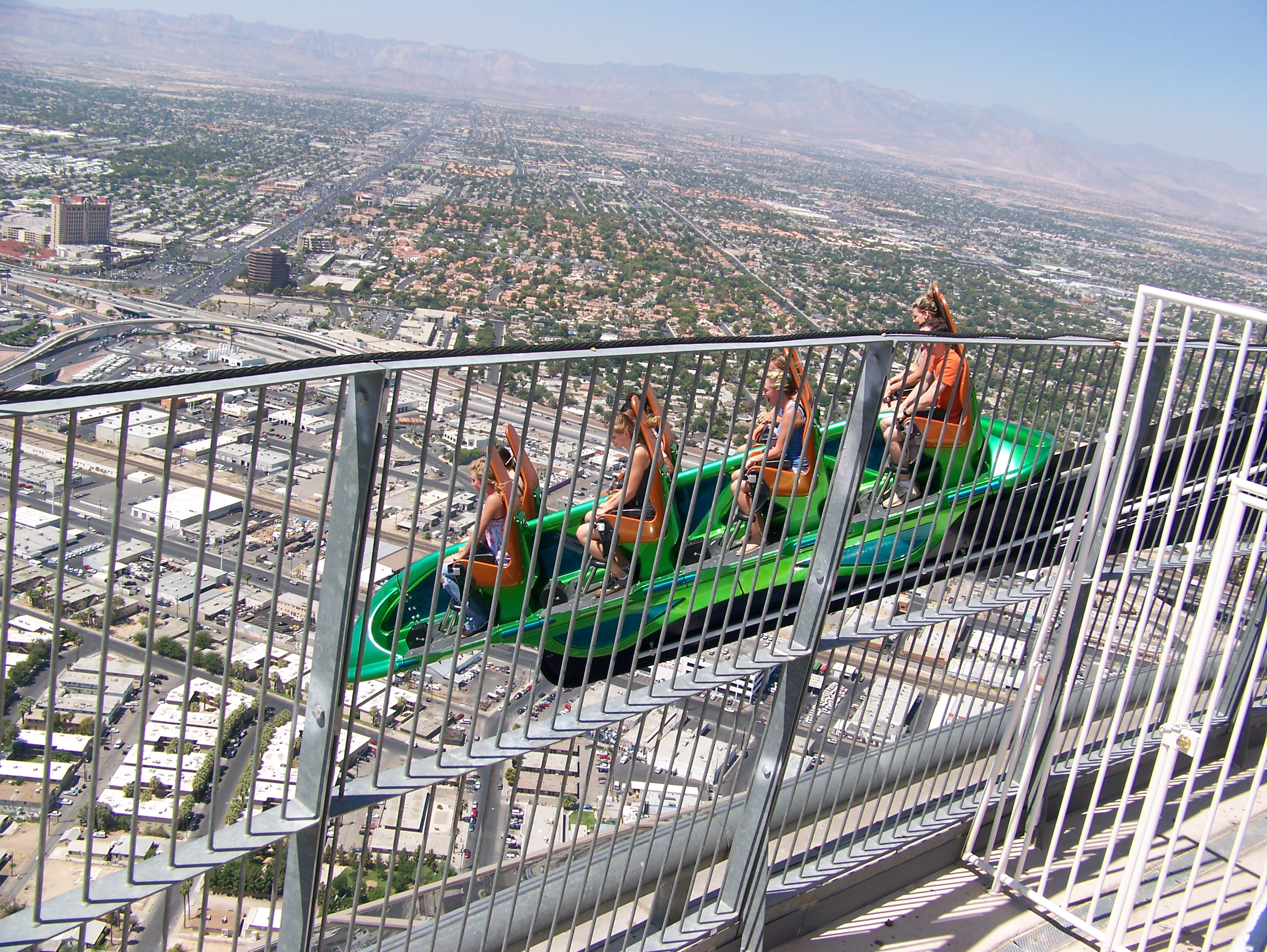
X-Scream
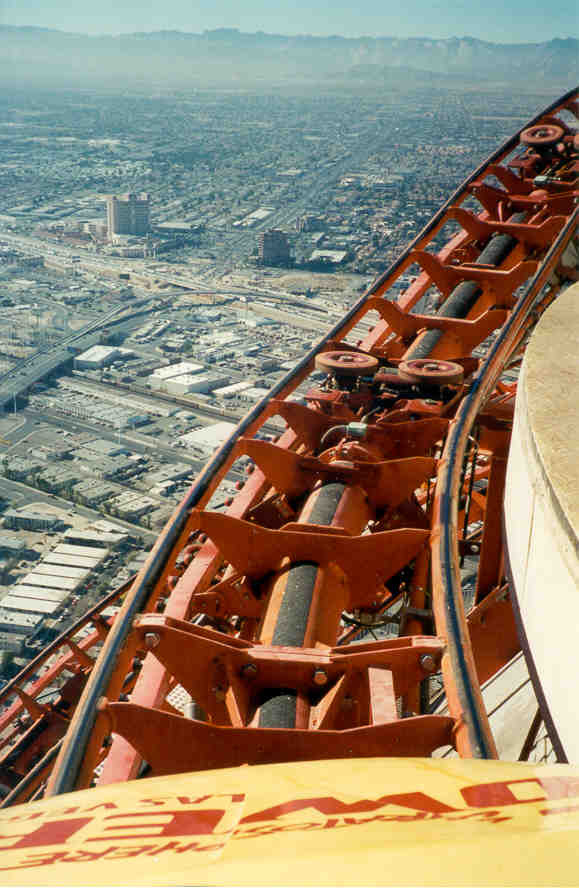
Rollercoaster